# Shogun Mayeda
Shogun Mayeda (Alternativtitel: Shogun Mayeda – Die Abenteuer des Samurai, Fernsehtitel: Kabuto) ist ein Film aus dem Jahr 1990/1991, der ursprünglich fürs Fernsehen produziert wurde und 1992 nachträglich in einer neu geschnittenen Fassung ins Kino gebracht wurde.

## Handlung
Der Film beginnt mit der Schlacht von Sekigahara, bei der sich die Verbündeten von Toyotomi Hideyori, dem Erben von Toyotomi Hideyoshi, anfänglich als überlegen zeigen, da sie größtenteils Feuerwaffen (Tanegashima-Arkebusen) benutzen. Als plötzlich Regen einsetzt, erlöschen die Lunten der Arkebusen jedoch und die Waffen werden damit unbrauchbar. Der Samurai Mayeda erkennt seine Chance und führt die Krieger von Tokugawa Ieyasu zum Sieg. Tokugawa Ieyasu wird Shogun und kann das Land unter seiner Herrschaft vereinen. Eine mehr als 200 Jahre dauernde Epoche beginnt.
In der Phase des Friedens nach der Schlacht steigt Mayeda zum Trainer des Sohnes von Tokugawa Ieyasu, Yorimune, auf. Als dieser von ehemaligen Soldaten von Toyotomi Hideyoshi angegriffen wird, sterben Mayedas Frau und sein Sohn, der Yorimune doubelt.
Der Shogun schickt daraufhin seinen Sohn und Mayeda mit einem Schiff nach Spanien, um 5000 moderne Feuerwaffen zu kaufen. Begleitet werden sie von Pater Vasco und einigen Bediensteten. Pater Vasco paktiert jedoch mit dem Feind, da Tokugawa Ieyasu keine Missionare ins Land lassen möchte und den Bau von Kirchen untersagt. Der Gegner in Gestalt einer Frau (Yodogimi) verspricht Vasco genau diese Zugeständnisse.
An Bord des Schiffes kommt es während eines Sturmes zu einem Übergriff verräterischer Samurai auf Mayeda und Yorimune, die aber besiegt werden können. Im Sturm geht allerdings die Kiste mit Gold über Bord, mit der die Waffen bezahlt werden sollten. Mayeda rettet nebenbei im Kampf dem Kapitän des Schiffes, Crawford, das Leben. Später erfährt er, dass Crawford ebenfalls Frau und Tochter verloren hat und nun Trost im Alkohol sucht.
In Spanien angekommen, müssen sich Mayeda und Yorimune am Hofe des Königs beweisen, da sie außer Geschenken (Stoff und ein Schwert) keine Mittel zum Einkauf haben. Der König lässt seinen Gästen die neuesten Feuerwaffen mit Steinschloss vorführen, die gegen Regen unanfällig sind. Auch ein erstes Schnellfeuergewehr, das el rapido, wird vorgeführt. Bei einem anschließenden Überfall rettet Mayeda dem König das Leben und tötet die Banditen.
Mayeda fällt am Hofe eine Dame namens Cecilia auf und er entdeckt, dass sie die tot geglaubte Tochter von Kapitän Crawford ist. Cecilias Verlobtem, Don Pedro, missfällt die Art, wie Mayeda Cecilia ansieht, und provoziert ihn. Mayeda kann Don Pedro jedoch entwaffnen und bringt es dabei fertig, dass Don Pedro sein Gesicht nicht verliert.
Erneut ist der König von Mayeda beeindruckt und schenkt ihnen die 5000 Feuerwaffen und einen el rapido. Pater Vasco will die Lieferung unbedingt verhindern und verbündet sich mit dem Sultan von Marokko. Mit Hilfe einer Piratengaleere  fängt dieser das Schiff mit den Gewehren ab und bekommt Mayeda, Yorimune, Kapitän Crawford und auch Cecilia, die sich an Bord geschmuggelt hat, um der Hochzeit mit Don Pedro zu entgehen, in seine Gewalt.
Mayeda, Yorimune und Crawford werden versklavt und Cecilia wird an Don Pedro verkauft. Dieser kommt an den Hof des Sultans und wird von diesem zu einer Partie Schach aufgefordert. Der Preis ist die erste Nacht mit Cecilia. Als das Spiel dem Ende zugeht, taucht plötzlich Yorimune auf und wirft das Schachbrett um. Während der Sultan ihn zur Rede stellt, greift Don Pedro zu seinem Schwert. Mayeda taucht in letzter Sekunde auf und kann Don Pedros Angriff abwehren. Der Sultan ist beeindruckt und beschließt, Don Pedro und Mayeda am nächsten Tag auf Leben und Tod gegeneinander kämpfen zu lassen. Mayeda verspricht er im Falle des Sieges freies Geleit für sich und seine Leute sowie die Waffen. Am Abend vor dem Kampf gesteht Cecilia Mayeda ihre Liebe.
Beim Zweikampf benutzt Don Pedro einen vergifteten Parierdolch, der das Bewusstsein trübt aber nicht tötet. Mayeda besiegt Don Pedro trotzdem und tötet diesen, als er versucht Mayeda mit einer getarnten Waffe zu erschießen. Während des Kampfes bringt die Mannschaft und Yorimune die Waffen zurück auf das Schiff, da sie dem Versprechen des Sultans nicht trauen. Nach dem Kampf will der Sultan nichts mehr von seinem Versprechen wissen und möchte Mayeda zu seinem Heerführer machen. Dieser lehnt ab und beleidigt den Sultan als unehrenhaft. Mayeda wird daraufhin festgenommen und in die Festung gebracht, kann sich aber unterwegs befreien und eilt zum Hafen. Dort hat Pater Vasco mit einigen Mönchen die Seeleute überfallen und unter anderem Kapitän Crawford schwer verletzt. Mayeda kann die Mönche besiegen, Pater Vasco wird jedoch von Cecilia getötet. Der Sultan taucht mit seinen Männern auf, wird aber von Yorimune und dem el rapido bedroht. Als Mayeda Yorimune bittet nicht zu schießen, da er sein Wort gegeben hat, die Waffen niemals außerhalb Japans einzusetzen, ist der Sultan tief beeindruckt und lässt sie ziehen, dabei verkündet er von Mayeda „das Wesen der Ehre“ erlernt zu haben.
Kapitän Crawford gibt seine Kapitänswürde an seinen Schiffsjungen ab und kann nicht mit nach Japan segeln. Yorimune beschließt daraufhin, erst nach England zu segeln, um Crawford und Cecilia in Sicherheit zu bringen, und danach nach Japan zurückzukehren. Mayeda verspricht Cecilia seine Rückkehr.

## Bemerkungen
Der Film fiel sowohl bei der Kritik als auch beim Publikum allgemein durch. Das schlechte Drehbuch würde mit einem scheinbar hohen Aufgebot an Stars kompensiert.

## Kritik
„Der versuchte Brückenschlag zwischen den Kulturen mißlingt dem Film auf allen Ebenen. Kostümparaden, die einer historischen Betrachtung kaum standhalten dürften, Eifersuchtsdramen und eine Seeschlacht mit Piraten komplettieren die Klamotte, die nur in den ruhigen Bildern der japanischen Hofszene eine gewisse Stärke erreicht.“